# Dog Lake
Dog Lake är en sjö i Kanada.   Den ligger i Thunder Bay District och provinsen Ontario, i den sydöstra delen av landet, 1 100 km väster om huvudstaden Ottawa. Dog Lake ligger 416 meter över havet. Arean är 149 kvadratkilometer. Den sträcker sig 25,7 kilometer i nord-sydlig riktning, och 27,0 kilometer i öst-västlig riktning.
I omgivningarna runt Dog Lake växer i huvudsak blandskog. Trakten runt Dog Lake är nära nog obefolkad, med mindre än två invånare per kvadratkilometer.